# Maison de Gonzague

Blason à partir de 1433

La maison de Gonzague, les Gonzaga en italien, est une famille princière italienne, avec un rameau franco-italien de 1565 jusqu'au début du XVIIIe siècle, qui régna sur les duchés italiens de Mantoue, de Montferrat, de Guastalla, de Sabbioneta et de Solférino, sur les marquisats de Grane, de Vescovato, de Luzzara et de Palazzolo, les principautés de Bozzolo et de Castiglione, le comtat de Novellara, ainsi que les duchés français de Nevers, de Rethel, de Mayenne et la principauté d'Arches.
Le premier Gonzague à porter ce nom (l'ancien patronyme était Corradi-Gonzaga) fut Luigi Ier qui fut podestat en 1318 puis seigneur (capitaine du peuple) en 1328 de Mantoue et en 1332 patricien de Venise. Dans son ascendance, on trouve un chanoine de la cathédrale de Mantoue (Federico), un ambassadeur mantouan (Guido, son arrière-grand-père), un député de Mantoue au congrès de Brescia en 1252 (Gherardo Frisone), un doyen du conseil de Mantoue en 1259 (Antonio, son grand-père), un évêque de Mantoue en 1307 (Sagramoro).
La famille a donné à l'Église neuf cardinaux :
- Francesco Gonzague (ca 1444-1483), fils de Louis III le Turc, marquis de Mantoue, et de Barbara de Brandebourg-Külmbach, évêque de Brixen, aujourd'hui Bressanone ;
- Sigismondo Gonzague (1469-1525), fils de Frédéric Ier, marquis de Mantoue, et de Marguerite de Bavière, évêque de Mantoue ;
- Ercole Gonzague (1505-1563), fils de François II, marquis de Mantoue, et d'Isabelle d'Este, évêque de Mantoue ;
- Pirro Gonzague (1505-1529), fils de Louis de Sabbioneta, co-seigneur de Sabbioneta, et de Francesca Fieschi, qui fut précédemment évêque de Modène ;
- Francesco Gonzague (1538-1566), fils de Ferdinand Ier, comte de Guastalla, et d'Isabelle de Capoue, évêque de Mantoue ;
- Giovanni Vincenzo Gonzague (1540-1591), frère du précédent ;
- Scipione Gonzague (1542-1593), fils de Carlo, seigneur de Gazzuolo (lignée de Sabbioneta et Bozzolo), et d'Émilia Cauzzi Gonzague, patriarche de Jérusalem ;
- Ferdinand Gonzague (1587-1626), fils de Vincent Ier, duc de Mantoue, et d'Éléonore de Médicis, lui-même duc de Mantoue ;
- Vincent Gonzague (1594-1627), son frère, également duc de Mantoue.

Notons également saint Louis de Gonzague (1568-1591), jésuite, mort au service des pestiférés, et patron de la jeunesse.
Aujourd'hui, la maison de Gonzague existe encore, ses représentants actuels sont issus de la maison de Gonzague, lignée de Vescovato .

## Descendance deLouisIerde Mantoue
Note : Seules les descendances des hommes de la lignée sont développées. Le cas échéant, les descendances des femmes renvoient vers d'autres généalogies.

Abréviations utilisées : NC = Non Connu, SD = Sans Descendance, SDC = Sans Descendance Connue (ou notoire), ca = circa (vers)
```
 
Louis
 
I
er
 (1268-1360), 
seigneur de Mantoue
 (1328-1360)
x1 Richilde Ramberti (NC-1318)
│
├─>Filippino (NC-1356), vicaire impérial de 
Reggio d'Émilie

│  x1 1322 Anna di Dovara, fille de Buoso di Dovara
│  │
│  ├─>Gigliola (NC-1354)
│  │  x 
Mathieu
 
II
 Visconti
 (1319-1355), 
seigneur de Milan

│  │  │
│  │  ├─> 
Catherine Visconti
 (1342-1382)
│  │  │  x1 1342
[
3
]
 
Berthold
 
I
er
 d'Este
 (NC-1343), seigneur de Ferrare (SD)
│  │  │  x2 1358 Ugolino de Mantoue (NC-1362), 
cf. ci-dessous
 (SD)
│  │  │  x3 
Feltrino de Novellara
 (NC-1374), 
seigneur de Novellara
, 
cf. ci-dessous
 (SD)
│  │  │
│  │  └─>Andreola (NC-1376, abbesse à Mantoue (SD)
│  │
│  └─>Isabelle
│  . x 1354
[
4
]
 
Rudolf
 
IV
 (NC-1354), 
comte de Laufenbourg(Habsbourg)

│  . │
│  . └─>
Jean
 
IV
 (NC-1408), 
comte de Laufenbourg
 (neveu de 
Jean
 
II
 et cousin de Verena ci-dessous)
│  .     x Agnès, comtesse de Hohen-Landenberg-Greifensee
│  .
│  x2 1354
[
4
]
 
Verena de Laufenbourg
(Habsbourg), fille de 
Jean
 
II
 de Laufenbourg
 (frère de 
Rudolf
 
IV
)
│
├─>
Guy
 (1290-1369), seigneur de Mantoue (1360-1369)
│  x1 Agnès Pico, fille de 
François
 
I
er
, seigneur de la Mirandole
│  │
│  ├─>Béatrice
│  │  x 1335 
Nicolas
 
I
er
 d'Este
 (NC-1344), seigneur de Ferrare
│  │  │
│  │  └─>
Renaud
 
III
 d'Este
 (1336-1369)
│  │
│  └─>Thomassina
│  . x 1340 Azzo (NC-1364), seigneur de Correggio
│  .
│  x2 1340 Camilla Beccaria, famille des seigneurs de Pavie (SDC)
│  .
│  x3 1342 
Béatrice de Bar
 (1316-NC), fille d'
Édouard
 
I
er
 (NC-1336) 
comte de Bar

│  │
│  ├─>
Ugolino de Mantoue
 (NC-1362)
│  │  x1 1340 Verde della Scala (NC-1341), fille de 
Mastino
 
II
 della Scala
, seigneur de Vérone (SD)
│  │  x2 1342 Camilla della Gherardesca (NC-1349),
│  │  │       fille de Boniface Novello, comte de Donratico, seigneur de Pise
│  │  │
│  │  └─>Théodora
│  │  . x 1365 Federico Paolo Novello da Montefeltro (NC-1370), comte d'Urbin (SD)
│  │  .
│  │  x3 1358 Catherine Visconti (1342-1382), 
cf. ci-dessus
 (SD)
│  │
│  ├─>
Louis
 
II
 (1334-1382), seigneur de Mantoue (1369-1382)
│  │  x 1365 Alda d'Este (1333-1381),
│  │  │      fille d'
Obizzo
 
III
 d'Este
 (1294-1352), seigneur de Ferrare, Modène, Rovigo et 
Parme

│  │  │         et de Lippa Ariosti
│  │  │
│  │  ├─>
François
 
I
er
 (1366-1407), seigneur de Mantoue (1382-1407)
│  │  │  x1 1380 
Agnès Visconti
 (1362-1391), fille de 
Barnabé
, 
co-seigneur de Milan

│  │  │  │                                      et de 
Béatrice Reine della Scala

│  │  │  │
│  │  │  └─>Alda (NC-1405)
│  │  │  . x 1405 
François
 
II
 Novello de Carrare
 (1359-1406), seigneur de Padoue
│  │  │  .
│  │  │  x2 1393 Margherita Malatesta (NC-1399), fille de Galeotto, seigneur de Rimini
│  │  │  │                                          et d'Elisabetta de Varano
│  │  │  │      (Margherita est la sœur de 
Charles
 
I
er
, époux d'Élisabeth de Mantoue, cf. 
ci-dessous
)
│  │  │  │
│  │  │  ├─>Susanna (SD)
│  │  │  │
│  │  │  └─>
Jean-François
 (1395-1444), seigneur de Mantoue (1407), 
1
er
 
marquis
 de Mantoue (1433-1444)
│  │  │     x 1409 
Paola Malatesta
 (1393-1449), fille de Galeotto (Galeazzo), seigneur de Pesaro
│  │  │     │
│  │  │     ├─>
Louis
 
III
 
le Turc
 (1414-1478), marquis de Mantoue (1444-1478)
│  │  │     │  x 1433 
Barbara de Brandebourg-Külmbach
 (1423-1481), fille de Jean 
l'Alchimiste

│  │  │     │  │      (fils de 
Frédéric
 
I
er
, 
électeur de Brandebourg
) et de 
Barbara de Saxe-Wittenberg

│  │  │     │  │
│  │  │     │  ├─>
Frédéric
 
I
er
 
le Bossu
 (1441-1484), marquis de Mantoue (1478-1484)
│  │  │     │  │  x 1463 
Marguerite de Bavière
 (1442-1479), fille d'
Albert
 
III
, 
duc de Bavière

│  │  │     │  │  │                                            et d'Anna de Brunswick-Grubenhaben
│  │  │     │  │  │
│  │  │     │  │  ├─>
Claire de Mantoue
 (1464-1503)
│  │  │     │  │  │  x 1481 
Gilbert de Bourbon
 (1443-1496), 
comte de Montpensier
, duc de Sessa
│  │  │     │  │  │  │
│  │  │     │  │  │  └─>
Maison de Bourbon-Montpensier, Lorraine-Vaudémont...

│  │  │     │  │  │
│  │  │     │  │  ├─>
François
 
II
 (1466-1519), marquis de Mantoue (1484-1519)
│  │  │     │  │  │  x 1490 
Isabelle d'Este
 (1474-1539), fille d'
Ercole
 
I
er
 d'Este
, duc de Ferrare,
│  │  │     │  │  │  │                                   de Modène et de Reggio et d'
Éléonore de Naples

│  │  │     │  │  │  │
│  │  │     │  │  │  ├─>
Éléonore de Mantoue
 (1493-1550)
│  │  │     │  │  │  │  x 1507 
François Marie
 
I
er
 della Rovere
 (1490-1538), duc d'Urbin
│  │  │     │  │  │  │  │
│  │  │     │  │  │  │  └─>
Maison della Rovere, ducs d'Urbin et Gubbio

│  │  │     │  │  │  │
│  │  │     │  │  │  ├─>Margherita (1496-1496) (SD)
│  │  │     │  │  │  │
│  │  │     │  │  │  ├─>
Frédéric
 
II
 (1500-1540), marquis (1519) puis 
1
er
 
duc
 de Mantoue (1530-1540),
│  │  │     │  │  │  │                           
marquis de Montferrat
 (1533-1540)
│  │  │     │  │  │  │  x 1531 
Marguerite de Montferrat
 (1510-1566), fille de 
Guillaume
 
IX
 Paléologue
,
│  │  │     │  │  │  │  │                                     
duc de Montferrat
, et héritière du duché
│  │  │     │  │  │  │  │
│  │  │     │  │  │  │  ├─>
François
 
III
 (1533-1550), duc de Mantoue (1540-1550),
│  │  │     │  │  │  │  │                            
marquis de Montferrat
 (1540-1550) (SD)
│  │  │     │  │  │  │  │  x 1549 
Catherine d'Autriche
 (1533-1572), fille de 
Ferdinand
 
I
er
, 
empereur

│  │  │     │  │  │  │  │                                           germanique et d'
Anne Jagellon

│  │  │     │  │  │  │  │
│  │  │     │  │  │  │  ├─>Eleonora (1535-1535) (SD)
│  │  │     │  │  │  │  │
│  │  │     │  │  │  │  ├─>Anna, (1536-1536) (SD)
│  │  │     │  │  │  │  │
│  │  │     │  │  │  │  ├─>
Isabelle de Mantoue
 (1537-1579)
│  │  │     │  │  │  │  │  x 1566 Don Ferrante Francesco d'Avalos d'Aquino d'Aragona (1531-1571),
│  │  │     │  │  │  │  │         prince de Francavilla et de Montesarchio, marquis del Vasto
│  │  │     │  │  │  │  │
│  │  │     │  │  │  │  ├─>
Guillaume
 (1538-1587), duc de Mantoue (1550-1587),
│  │  │     │  │  │  │  │                         marquis (1550) puis 
1
er
 
duc
 de Montferrat (1574-1587)
│  │  │     │  │  │  │  │  x 1561 
Éléonore d'Autriche
 (1533-1594), fille de 
Ferdinand
 
I
er
, 
empereur

│  │  │     │  │  │  │  │  │                                       germanique et d'
Anne Jagellon

│  │  │     │  │  │  │  │  │
│  │  │     │  │  │  │  │  ├─>
Vincent
 
I
er
 (1562-1612), duc de Mantoue et de Montferrat (1587-1612)
│  │  │     │  │  │  │  │  │  x1 1581-1583 Marguerite (1567-1643), fille d'
Alexandre Farnèse
,
│  │  │     │  │  │  │  │  │  . 
duc de Parme et de Plaisance
 et de 
Marie de Portugal
 (SD)
│  │  │     │  │  │  │  │  │  x2 1584 
Éléonore de Médicis
[
5
]
 (1566-1611), fille de 
François
 
I
er
 de Médicis
,
│  │  │     │  │  │  │  │  │  │                            
grand-duc de Toscane
 et de 
Jeanne d'Autriche

│  │  │     │  │  │  │  │  │  │
│  │  │     │  │  │  │  │  │  ├─>
François
 
IV
 (1586-1612), duc de Mantoue et de Montferrat (1612-1612)
│  │  │     │  │  │  │  │  │  │  x 1608 Marguerite de Savoie (1589-1655), fille de 
Charles-Emmanuel
 
I
er
,
│  │  │     │  │  │  │  │  │  │  │                      
duc de Savoie
 et de 
Catalina Michelle d'Espagne

│  │  │     │  │  │  │  │  │  │  │
│  │  │     │  │  │  │  │  │  │  ├─>
Marie de Mantoue
 (1609-1660)
│  │  │     │  │  │  │  │  │  │  │  x 1627 
Charles de Lorraine, duc de Mayenne
, 
cf. ci-dessous

│  │  │     │  │  │  │  │  │  │  │
│  │  │     │  │  │  │  │  │  │  ├─>Ludovico (1611-1612) (SD)
│  │  │     │  │  │  │  │  │  │  │
│  │  │     │  │  │  │  │  │  │  └─>Eleonora (1612-1612) (SD)
│  │  │     │  │  │  │  │  │  │
│  │  │     │  │  │  │  │  │  ├─>
Ferdinand
 (1587-1626), duc de Mantoue et de Montferrat (1612-1626)
│  │  │     │  │  │  │  │  │  │  x1 1615 Camilla di Bruno (1589-1662) (x secret, divorce en 1616)
│  │  │     │  │  │  │  │  │  │  │
│  │  │     │  │  │  │  │  │  │  └─>Francesco Giacinto (1616-1630) (SD)
│  │  │     │  │  │  │  │  │  │  .
│  │  │     │  │  │  │  │  │  │  x2 1617 
Catherine de Médicis
 (1593-1629), fille de 
Ferdinand
 
I
er
,
│  │  │     │  │  │  │  │  │  │          
grand-duc de Toscane
 et de 
Christine de Lorraine
 (SD)
│  │  │     │  │  │  │  │  │  │
│  │  │     │  │  │  │  │  │  ├─>Guglielmo Dominico Lungaspada (1589-1591)
│  │  │     │  │  │  │  │  │  │
│  │  │     │  │  │  │  │  │  ├─>
Marguerite de Mantoue
 (1591-1632)
│  │  │     │  │  │  │  │  │  │  x 1606 
Henri
 
II
 (1563-1624), 
duc de Lorraine

│  │  │     │  │  │  │  │  │  │  │
│  │  │     │  │  │  │  │  │  │  └─>
Maison de Lorraine, ducs de Lorraine et de Bar

│  │  │     │  │  │  │  │  │  │
│  │  │     │  │  │  │  │  │  ├─>
Vincent
 
II
 (1594-1627), duc de Mantoue et de Montferrat (1626-1627)
│  │  │     │  │  │  │  │  │  │  (SD)
│  │  │     │  │  │  │  │  │  │
│  │  │     │  │  │  │  │  │  └─>
Éléonore de Mantoue
 (1598-1655) (SD)
│  │  │     │  │  │  │  │  │  . x 1622 
Ferdinand
 
II
 (1578-1637), 
empereur germanique

│  │  │     │  │  │  │  │  │  .
│  │  │     │  │  │  │  │  │  x ?
│  │  │     │  │  │  │  │  │  │
│  │  │     │  │  │  │  │  │  ├─>Francesco (ca 1588-NC), fils naturel, évêque de Nola (SD)
│  │  │     │  │  │  │  │  │  │
│  │  │     │  │  │  │  │  │  ├─>Silvio (1592-1612), fils naturel (SDC)
│  │  │     │  │  │  │  │  │  │
│  │  │     │  │  │  │  │  │  └─>Francesca (ca 1593-NC), fille naturelle (SDC)
│  │  │     │  │  │  │  │  │
│  │  │     │  │  │  │  │  ├─>
Marguerite de Mantoue
 (1564-1618)
│  │  │     │  │  │  │  │  │  x 1579 
Alphonse
 
II
 d'Este
 (1533-1597), duc de Ferrare, Modène et Reggio
│  │  │     │  │  │  │  │  │  │
│  │  │     │  │  │  │  │  │  └─>
Maison d'Este, ducs de Ferrare, Modène et Reggio

│  │  │     │  │  │  │  │  │
│  │  │     │  │  │  │  │  └─>
Anne-Catherine de Mantoue
 (1566-1621)
│  │  │     │  │  │  │  │     x 1582 
Ferdinand
 (1529-1595), archiduc de Tyrol
│  │  │     │  │  │  │  │     │
│  │  │     │  │  │  │  │     └─>
Quatre enfants dont l'épouse de l'empereur
 
Matthias
 
I
er

│  │  │     │  │  │  │  │
│  │  │     │  │  │  │  ├─>
Louis
 
IV
 (1539-1595), 
duc de Nevers
 et de 
Rethel

│  │  │     │  │  │  │  │  x 1565 
Henriette de Clèves
 (1542-1601), fille de 
François
 
I
er
 de Clèves
,
│  │  │     │  │  │  │  │  │               duc de 
Nevers
, 
comte d'Auxerre
, 
Rethel
, et de Marguerite de Bourbon-Vendôme 
│  │  │     │  │  │  │  │  │                                                                 (la tante du roi 
Henri
 
IV
)
│  │  │     │  │  │  │  │  ├─>
Catherine de Nevers
 (1568-1629)
│  │  │     │  │  │  │  │  │  x 1588 
Henri
 
I
er
 d'Orléans
 (1568-1595), duc de Longueville
│  │  │     │  │  │  │  │  │  │
│  │  │     │  │  │  │  │  │  └─>
Ducs de Longueville]

│  │  │     │  │  │  │  │  │
│  │  │     │  │  │  │  │  ├─>
Henriette de Nevers
 (1571-1601) (SD)
│  │  │     │  │  │  │  │  │  x 1599 
Henri de Lorraine
 (1578-1621), 
duc de Mayenne
 et 
d'Aiguillon

│  │  │     │  │  │  │  │  │
│  │  │     │  │  │  │  │  ├─>Frédéric (1573-1574) (SD)
│  │  │     │  │  │  │  │  │
│  │  │     │  │  │  │  │  ├─>François (1576-1580) (SD)
│  │  │     │  │  │  │  │  │
│  │  │     │  │  │  │  │  └─>
Charles
 
I
er
 (1580-1637), 
duc de Mantoue
, de 
Montferrat
, de 
Nevers
 et
│  │  │     │  │  │  │  │                             de 
Rethel
, 
1
er
 
prince
 d'Arches

│  │  │     │  │  │  │  │     x 1599 
Catherine de Lorraine
 (1585-1618), fille de 
Charles
 
II
 de Lorraine
,
│  │  │     │  │  │  │  │     │               
duc de Mayenne
 et d'Henriette de Savoie-Villars
│  │  │     │  │  │  │  │     │
│  │  │     │  │  │  │  │     ├─>
François
 
III
 de Rethel
 (1606-1622), 
duc de Rethel
 par 
courtoisie
 (SD)
│  │  │     │  │  │  │  │     │
│  │  │     │  │  │  │  │     ├─>
Charles
 
III
 de Mayenne
 (1609-1631), 
duc de Mayenne (
Charles
 
III
)

│  │  │     │  │  │  │  │     │  x 1627 
Marie de Mantoue
 (1609-1660), 
cf. ci-dessus

│  │  │     │  │  │  │  │     │  │
│  │  │     │  │  │  │  │     │  ├─>
Éléonore de Mayenne
 (1628-1686)
│  │  │     │  │  │  │  │     │  │  x 1651 
Ferdinand
 
III
 de Habsbourg
 (1608-1657), 
roi de Hongrie
 et
│  │  │     │  │  │  │  │     │  │         de 
Bohême
, 
empereur germanique

│  │  │     │  │  │  │  │     │  │  │
│  │  │     │  │  │  │  │     │  │  └─>
Maison de Habsbourg, empereurs germaniques

│  │  │     │  │  │  │  │     │  │
│  │  │     │  │  │  │  │     │  └─>
Charles
 
II
 (1629-1665), 
duc de Mantoue
, de 
Montferrat
, de 
Nevers
,
│  │  │     │  │  │  │  │     │                           de 
Rethel
 et de 
Mayenne
, 
2
e
 
prince
 d'Arches

│  │  │     │  │  │  │  │     │     x 1649 Isabelle de Habsbourg (1629-1685), fille de 
Léopold
 
V
,
│  │  │     │  │  │  │  │     │     │                                                  comte de Tyrol
│  │  │     │  │  │  │  │     │     │
│  │  │     │  │  │  │  │     │     └─>
Charles
 
III
 Ferdinand
 (1652-1708), 
duc de Mantoue
 et 
Montferrat
,
│  │  │     │  │  │  │  │     │                                          
3
e
 
prince
 d'Arches

│  │  │     │  │  │  │  │     │        x1 1670 Anne Isabelle de Guastalla (1655-1703) (SD)
│  │  │     │  │  │  │  │     │        . cf. 
Maison Gonzague, lignée de Guastalla

│  │  │     │  │  │  │  │     │        x2 ?
│  │  │     │  │  │  │  │     │        │
│  │  │     │  │  │  │  │     │        ├─>
Giovanni (1671-1743)
, fils naturel
│  │  │     │  │  │  │  │     │        │  x Charlotte Isabelle de Combarel du Gibanel (1686-NC)
│  │  │     │  │  │  │  │     │        │  │
│  │  │     │  │  │  │  │     │        │  ├─>Filippo, (1709-1778)
│  │  │     │  │  │  │  │     │        │  │  x Rosalia Batthyány, fille d'Adam Batthyány, comte de
│  │  │     │  │  │  │  │     │        │  │       Németh-Újvár et Eleonora Maddalena von Strattman
│  │  │     │  │  │  │  │     │        │  │  │
│  │  │     │  │  │  │  │     │        │  │  ├─>Eleonora (SDC)
│  │  │     │  │  │  │  │     │        │  │  │
│  │  │     │  │  │  │  │     │        │  │  └─>Elisabetta (1755-NC) (SDC)
│  │  │     │  │  │  │  │     │        │  │
│  │  │     │  │  │  │  │     │        │  └─>deux filles (SDC)
│  │  │     │  │  │  │  │     │        │
│  │  │     │  │  │  │  │     │        ├─>Giovanna (1686-1749), fille naturelle, nonne (SD)
│  │  │     │  │  │  │  │     │        │
│  │  │     │  │  │  │  │     │        ├─>Clara (1686-1748), fille naturelle (SDC)
│  │  │     │  │  │  │  │     │        │
│  │  │     │  │  │  │  │     │        ├─>Carlo (1692-1771), fils naturel (SDC)
│  │  │     │  │  │  │  │     │        │
│  │  │     │  │  │  │  │     │        ├─>Isabella (1694-NC), fille naturelle, nonne (SD)
│  │  │     │  │  │  │  │     │        │
│  │  │     │  │  │  │  │     │        └─>Maria Elisabetta (1695-NC), fille naturelle, nonne (SD)
│  │  │     │  │  │  │  │     │        .
│  │  │     │  │  │  │  │     │        x3 1704 Suzanne-Henriette (1686-1710),
│  │  │     │  │  │  │  │     │                fille de 
Charles de Lorraine, duc d'Elbeuf
,
│  │  │     │  │  │  │  │     │
│  │  │     │  │  │  │  │     ├─>
Ferdinand de Mayenne
 (1610-1632), 
duc de Mayenne
 (SD)
│  │  │     │  │  │  │  │     │
│  │  │     │  │  │  │  │     ├─>
Marie Louise de Mantoue
 ou Gonzague-Nevers (1611-1667)
│  │  │     │  │  │  │  │     │  x1 1645 
Ladislas
 
IV
 
roi de Pologne
 (1595-1648) (SD)
│  │  │     │  │  │  │  │     │  .
│  │  │     │  │  │  │  │     │  x2 1649 
Jean
 
II
 Casimir
 (1595-1672), 
roi de Pologne
, demi-frère du
│  │  │     │  │  │  │  │     │  │                 précédent, 
cardinal
, abbé de 
Saint-Germain-des-Prés

│  │  │     │  │  │  │  │     │  │
│  │  │     │  │  │  │  │     │  ├─>Marie Anne Thérèse (1650-1651) (SD)
│  │  │     │  │  │  │  │     │  │
│  │  │     │  │  │  │  │     │  └─>Jean Sigismond (1652-1652) (SD)
│  │  │     │  │  │  │  │     │
│  │  │     │  │  │  │  │     ├─>Bénédicte de Mantoue (1614-1637), abbesse d'
Avenay
 (SD)
│  │  │     │  │  │  │  │     │
│  │  │     │  │  │  │  │     └─>
Anne-Marie de Mantoue
 (ou Gonzague-Nevers) (1616-1684)
│  │  │     │  │  │  │  │        x1 1639 
Henri
 
II
 de Lorraine
 (1614-1664), 
duc de Guise
, divorce en 1641 (SD)
│  │  │     │  │  │  │  │        .
│  │  │     │  │  │  │  │        x2 1645 
Édouard de Bavière
 (1625-1663), fils de 
Frédéric
 
II
,
│  │  │     │  │  │  │  │        │                    
prince-électeur
, 
comte palatin du Rhin

│  │  │     │  │  │  │  │        │
│  │  │     │  │  │  │  │        └─>
Wittelsbach
, 
Bourbon-Condé
, 
Brunswick-Lunebourg de Hanovre

│  │  │     │  │  │  │  │
│  │  │     │  │  │  │  └─>Federico (1540-1565), cardinal, évêque de Mantoue en 1563 (SD)
│  │  │     │  │  │  │  .
│  │  │     │  │  │  │  x ?
│  │  │     │  │  │  │  │
│  │  │     │  │  │  │  └─>Alessandro fils naturel reconnu (SDC)
│  │  │     │  │  │  │
│  │  │     │  │  │  ├─>Livia (1501-1508) (SD)
│  │  │     │  │  │  │
│  │  │     │  │  │  ├─>Ippolita (1503-1570) nonne à Mantoue (SD)
│  │  │     │  │  │  │
│  │  │     │  │  │  ├─>Ercole (1505-1563), évêque de Mantoue en 1521, cardinal en 1527
│  │  │     │  │  │  │  │
│  │  │     │  │  │  │  └─>Jules César, fils naturel (SDC)
│  │  │     │  │  │  │
│  │  │     │  │  │  ├─>
Ferdinand
 
I
er
 (1507-1557), 
1
er
 
comte
 de Guastalla
, vice-roi de Sicile et Milan
│  │  │     │  │  │  │  │
│  │  │     │  │  │  │  └─>
Maison Gonzague, lignée de Guastalla

│  │  │     │  │  │  │
│  │  │     │  │  │  └─>Paola (1508-1569) nonne franciscaine à Mantoue (SD)
│  │  │     │  │  │  .
│  │  │     │  │  │  x2 ?
│  │  │     │  │  │  │
│  │  │     │  │  │  ├─>Teodora, fille naturelle reconnue (SDC)
│  │  │     │  │  │  │
│  │  │     │  │  │  └─>Margherita, fille naturelle reconnue (SDC)
│  │  │     │  │  │
│  │  │     │  │  ├─>Maddalena (1467-1490)
│  │  │     │  │  │  x 1483 Jean Sforza (1466-1510), comte de Cotignola, seigneur de Pesaro
│  │  │     │  │  │
│  │  │     │  │  ├─>Sigismondo (1469-1525), évêque de Mantoue puis cardinal (SD)
│  │  │     │  │  │
│  │  │     │  │  ├─>Elisabetta (ca 1471-1526)
│  │  │     │  │  │  x 1489 
Guidobaldo
 
I
er
 de Montefeltro (1472-1508), duc d'Urbin
│  │  │     │  │  │
│  │  │     │  │  └─>
Jean de Vescovato
 (1474-1525), 
seigneur de Vescovato

│  │  │     │  │     x 1494 Laura Bentivoglio (NC-1523), fille de 
Jean
 
II
, seigneur de Bologne
│  │  │     │  │     │                                     et de Costanza Sforza de Pesaro
│  │  │     │  │     │
│  │  │     │  │     └─>
Maison Gonzague, lignée de Vescovato
, princes du Saint-Empire

│  │  │     │  │
│  │  │     │  ├─>
Jean-François de Sabbioneta
 (1443-1496), 
1
er
 
comte
 de Sabbioneta
, 
seigneur de Bozzolo

│  │  │     │  │  x 1479 Antonia del Balzo (1461-1538), fille de Pietro del Balzo, duc d'Andria,
│  │  │     │  │  │                                        et de Maria Donata Orsini de Venise
│  │  │     │  │  │
│  │  │     │  │  └─>
Maison Gonzague, lignée de Sabbioneta et Bozzolo

│  │  │     │  │
│  │  │     │  ├─>Francesco (1444-1483), cardinal, évêque de 
Brixen
 et de Mantoue
│  │  │     │  │  │
│  │  │     │  │  └─>Francesco 
il Cardinalino
 (NC-1507) (SDC)
│  │  │     │  │     x Taddea Capra
│  │  │     │  │
│  │  │     │  ├─>Cecilia (NC-1474), nonne à Mantoue (SD)
│  │  │     │  │
│  │  │     │  ├─>Susanna (1447-1481), nonne à Mantoue (SD)
│  │  │     │  │
│  │  │     │  ├─>Dorothée (1449-1467)
│  │  │     │  │  x 1466 
Galéas Marie Sforza
 (1444-1476), 
duc de Milan

│  │  │     │  │
│  │  │     │  ├─>
Rodolphe
 (1452-1495), 
seigneur de Castiglione
, 
Solférino
, 
Luzzara
 et Povoglio
│  │  │     │  │  x1 1481 Antonia Malatesta, fille de Sigismondo Pandolfo, seigneur de Rimini (SD)
│  │  │     │  │  x2 1484 Caterina Pico, fille de 
Jean-François
 
I
er
, seigneur de la Mirandole
│  │  │     │  │  │
│  │  │     │  │  ├─>
Jean-François de Luzzara
 (1488-1525), 
comte de Luzzara

│  │  │     │  │  │  x Laura Pallavicini
│  │  │     │  │  │  │
│  │  │     │  │  │  └─>
Maison Gonzague, lignée de Luzzara

│  │  │     │  │  │
│  │  │     │  │  ├─>
Louis-Alexandre
 (1494-1549), 
seigneur de Castiglione
 et de 
Solférino

│  │  │     │  │  │  x Caterina Anguissola
│  │  │     │  │  │  │
│  │  │     │  │  │  └─>
Maison Gonzague, lignée de Castiglione et Solférino

│  │  │     │  │  │
│  │  │     │  │  ├─>Paola (1486-1519)
│  │  │     │  │  │  x Giovanni Nicola Trivulzio (1479-1512)
│  │  │     │  │  │
│  │  │     │  │  ├─>Lucrezia (1490-NC)
│  │  │     │  │  │  x Girolamo Odasi d'Urbino (ca-1495-NC)
│  │  │     │  │  │
│  │  │     │  │  ├─>Barbara (SDC)
│  │  │     │  │  │
│  │  │     │  │  └─>Giulia (1493-1544) (SDC)
│  │  │     │  │
│  │  │     │  ├─>Barbara (1455-1503)
│  │  │     │  │  x 
Eberhard
 
I
er
 (1445-1496), 
duc de Wurtemberg

│  │  │     │  │  │
│  │  │     │  │  └─>
Ducs de Wurtemberg

│  │  │     │  │
│  │  │     │  ├─>Lodovico (1458-1511), évêque de Mantoue (SDC)
│  │  │     │  │
│  │  │     │  ├─>Paolina (1464-ca 1495)
│  │  │     │  │  x 1476 
Léonard Gustave
 
I
er
 de Görz (1440-1500)
│  │  │     │  │
│  │  │     │  └─>Gabriella
│  │  │     │     x Corrado Fogliano (NC-1470)
│  │  │     │
│  │  │     ├─>
Charles
 (1417-1456), 
seigneur de Sabbioneta
, de 
Bozzolo
 et de 
Luzzara

│  │  │     │  x1 1437 Lucie d'Este (1419-1437), fille de 
Nicolas
 
III
 d'Este
, seigneur de Modène,
│  │  │     │  . de Ferrare et de Reggio et de Parasina Malatesta (SDC)
│  │  │     │  x2 1445 Ringarda Manfredi, fille de Guido Antonio, seigneur de Faenza
│  │  │     │  │
│  │  │     │  ├─>Cecilia (NC-1479)
│  │  │     │  │  x 1475 Édouard (NC-1528), comte d'Arco, conseiller de l'
empereur
 
Maximilien
 
II

│  │  │     │  │  │
│  │  │     │  │  └─>
Comtes et ducs d'Arco

│  │  │     │  │
│  │  │     │  ├─>Evangelista (SDC)
│  │  │     │  │
│  │  │     │  ├─>Gentilia (SDC)
│  │  │     │  │
│  │  │     │  └─>
Ugolotto
 (1450-NC), 
seigneur de Sabbioneta
, de 
Bozzolo
 et de 
Luzzara
 en 1456 (SDC)
│  │  │     │
│  │  │     ├─>
Alexandre
 (NC-1466), seigneur de 
Castiglione
, de 
Solférino
, Castelgoffredo et Medole (SD)
│  │  │     │  x Agnès de Montefeltro (1425-1522), fille de Guidantonio, seigneur d'Urbino
│  │  │     │                                         et de 
Rengarda Malatesta

│  │  │     │
│  │  │     ├─>Gianlucido (1421-1448), seigneur de Volta, Cavriana et Castellaro (SD)
│  │  │     │
│  │  │     ├─>Margherita (NC-1439)
│  │  │     │  x 1435 
Lionel d'Este
 (1407-1450), seigneur de Modène, de Ferrare et de Reggio d'Émilie
│  │  │     │  │
│  │  │     │  └─>Niccolo (1438-1476) (SDC)
│  │  │     │
│  │  │     └─>Cecilia (NC-1451), sœur à Mantoue (SD)
│  │  │
│  │  ├─>
Élisabeth de Mantoue
 (NC-1432)
│  │  │  x 
Charles
 
I
er
 Malatesta, seigneur de Rimini
│  │  │   (Charles est le frère de Margherita Malatesta, 
2
e
 
épouse
 de 
François
 
I
er
, cf. 
ci-dessus
)
│  │  │
│  │  └─>Febo (SDC)
│  │
│  ├─>Francesco (NC-1369), vicaire impérial (SDC)
│  │  x Lete, fille de 
Guy
 
III
 de Polenta, seigneur de Ravenne
│  │
│  └─>Margherita (SDC)
│     x 1350 Jacopino de Carrare (NC-1372), seigneur de Padoue
│
├─>
Feltrino de Novellara
 (NC-1374)
│  x1 Antonia de Correggio
│  │
│  └─>
Maison Gonzague, lignée de Novellara et Bagnolo

│  .
│  x2 Catherine Visconti (1342-1382), 
cf. ci-dessus
 (SD)
│
├─>Azzo (SD)
│
├─>Alberto (SD)
│
├─>Margherita (SD)
│
└─>Tomassina (NC-1319)
   x Guglielmo, comte de Castelbarco
|
x2 Caterina Malatesta, fille de Pandolfo, seigneur de Rimini
│
├─>Conrad (NC-1356)
│  x 1340 Verde Beccara
│  │
│  └─>
Maison Gonzague, lignée de Palazzolo

│
├─>Federigo (SD)
│
├─>Giovanni
│  │
│  ├─>Odoardo (SD)
│  │
│  └─>Naimo
│     x Polissena Gonzague (NC-1466)
│
├─>Mario (SD)
│
├─>Giacomo (SD)
│
├─>Matteo (SD)
│
└─>Lucia
   x Azzo (NC-1364), seigneur de Correggio
|
x3 1340 Novela Malaspina, fille du marquis Spinetta (SD)
```